# چار حسام‌الدین
چار حسام‌الدین (به لاتین: Char Hesamaddi) یک روستا در بنگلادش است که در استان باریسال و در ناحیه باریسال واقع شده‌است.